# Juan Millán
Juan Millán est l'une des huit paroisses civiles de la municipalité de Tucupita dans l'État de Delta Amacuro au Venezuela. Sa capitale est Carapal de Guara.

## Géographie

### Démographie
Hormis sa capitale Carapal de Guara, la paroisse civile possède plusieurs localités :
- Agua Negra
- Ataguia
- Boca de Macareo
- Coporito
- Carapal de Guara
- El Cajón
- Guacasia
- Jokonojoke
- San José de Macareíto
- San Salvador